# 弗拉施法
弗拉施法（Frasch process），一种从硫的天然矿床提取硫的方法。

## 历史
1894年德国人赫尔曼·弗拉施（Herman Frasch）在美国设计出古典弗拉施法，1957年波兰工程师查季威兹（B. Zakjewicz）研究成功改良弗拉施采矿法。此法在20世纪曾是采出硫的重要方法，不过70年代起从石油硫磺回收得到的硫价格大幅降低，此法逐渐被替代。2000年美国最后一家用弗拉施法提取硫的矿井被关闭。

## 过程
从地面向含有硫的方解石沉积层打一口竖井，然后用三个不同口径的套管插入直达矿床。提取时将过热水和过热蒸汽从最大口径的管压进矿床，将硫熔融。从最小口径的管子打进热的压缩空气，将液态硫、水和空气的混合物从中等管子中压出地面。从井中出来的硫在容器中冷却，即得成品。
此法的优点是不需开采矿石，而且可以得到很纯净的硫（99.5～99.9％），无需进一步提纯就可供一般使用。